# Berrac
Berrac ist eine französische Gemeinde mit 114 Einwohnern (Stand 1. Januar 2022) im Département Gers in der Region Okzitanien (vor 2016: Midi-Pyrénées). Die Gemeinde gehört zum Arrondissement Condom und zum Kanton Lectoure-Lomagne.
Die Einwohner werden Berracois und Berracoises genannt.

## Geographie
Berrac liegt circa 20 Kilometer nordwestlich von Condom in der Région naturelle Condomois am nördlichen Rand des Départements.
Umgeben wird Berrac von den fünf Nachbargemeinden:
| Pouy-Roquelaure | Saint-Mézard                                |                       |
| La Romieu       | Kompassrose, die auf Nachbargemeinden zeigt | Saint-Martin-de-Goyne |
|                 | Larroque-Engalin                            |                       |

Berrac liegt im Einzugsgebiet des Flusses Garonne.
Nebenflüsse des Gers durchqueren das Gebiet der Gemeinde:
- die Auchie mit ihren Nebenflüssen,
  - dem Ruisseau de Baudin, der in Berrac entspringt, und
  - dem Ruisseau de Lasbouscarrasses, der in Berrac entspringt, und
- dem Ruisseau de Nauton, der ebenfalls in Berrac entspringt.[2]

## Einwohnerentwicklung
Nach Beginn der Aufzeichnungen stieg die Einwohnerzahl bis zur Mitte des 19. Jahrhunderts auf einen Höchststand von rund 380. In der Folgezeit sank die Größe der Gemeinde bei zwischenzeitlichen Erholungsphasen bis zur ersten Dekade des 21. Jahrhunderts auf ihren tiefsten Stand von rund 85 Einwohnern, bevor sie sich auf ein Niveau von rund 100 Einwohnern stabilisierte.
| Jahr                       | 1962 | 1968 | 1975 | 1982 | 1990 | 1999 | 2006 | 2011 | 2020 |
| Einwohner                  | 161  | 128  | 102  | 90   | 101  | 90   | 86   | 109  | 112  |
| Quellen: Cassini und INSEE |      |      |      |      |      |      |      |      |      |

## Sehenswürdigkeiten

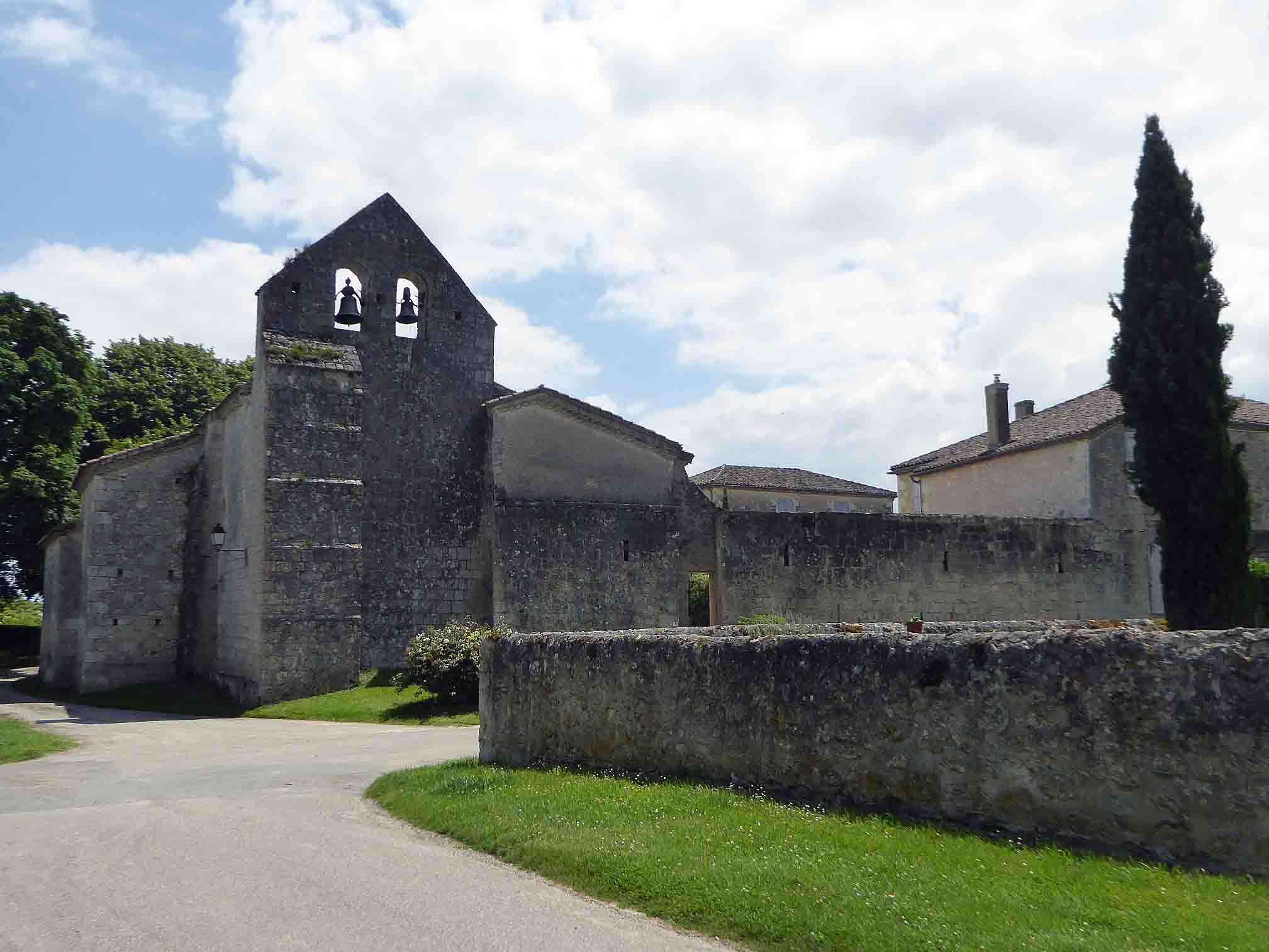
Kirche Saint-Marcel

- Pfarrkirche Saint-Marcel, vermutlich aus dem 12. Jahrhundert
- Schloss Cadreils aus dem späten 17. Jahrhundert, Fassaden und Dächer sind seit 1973 als Monument historique eingeschrieben
- Reste der Stadtmauer aus dem 13. Jahrhundert
- Flurkreuz aus dem Jahr 1817

## Wirtschaft und Infrastruktur
Berrac liegt in den Zonen AOC
- des Armagnacs (Armagnac, Bas-Armagnac, Haut-Armagnac, Armagnac-Ténarèze und Blanche Armagnac) und
- des Likörweins Floc de Gascogne (blanc, rosé).[3]

### Verkehr
Berrac ist über die Routes départementales 36, 41, 259 und 266 erreichbar.